# Avelgem
Avelgem is een plaats en gemeente in de Belgische provincie West-Vlaanderen. De gemeente telt ruim 10.000 inwoners, die Avelgemnaars worden genoemd. Avelgem ligt in het uiterste zuidoosten van de provincie, ten zuidoosten van Kortrijk, langs de Schelde, tegen de grens met de provincies Oost-Vlaanderen en Henegouwen.

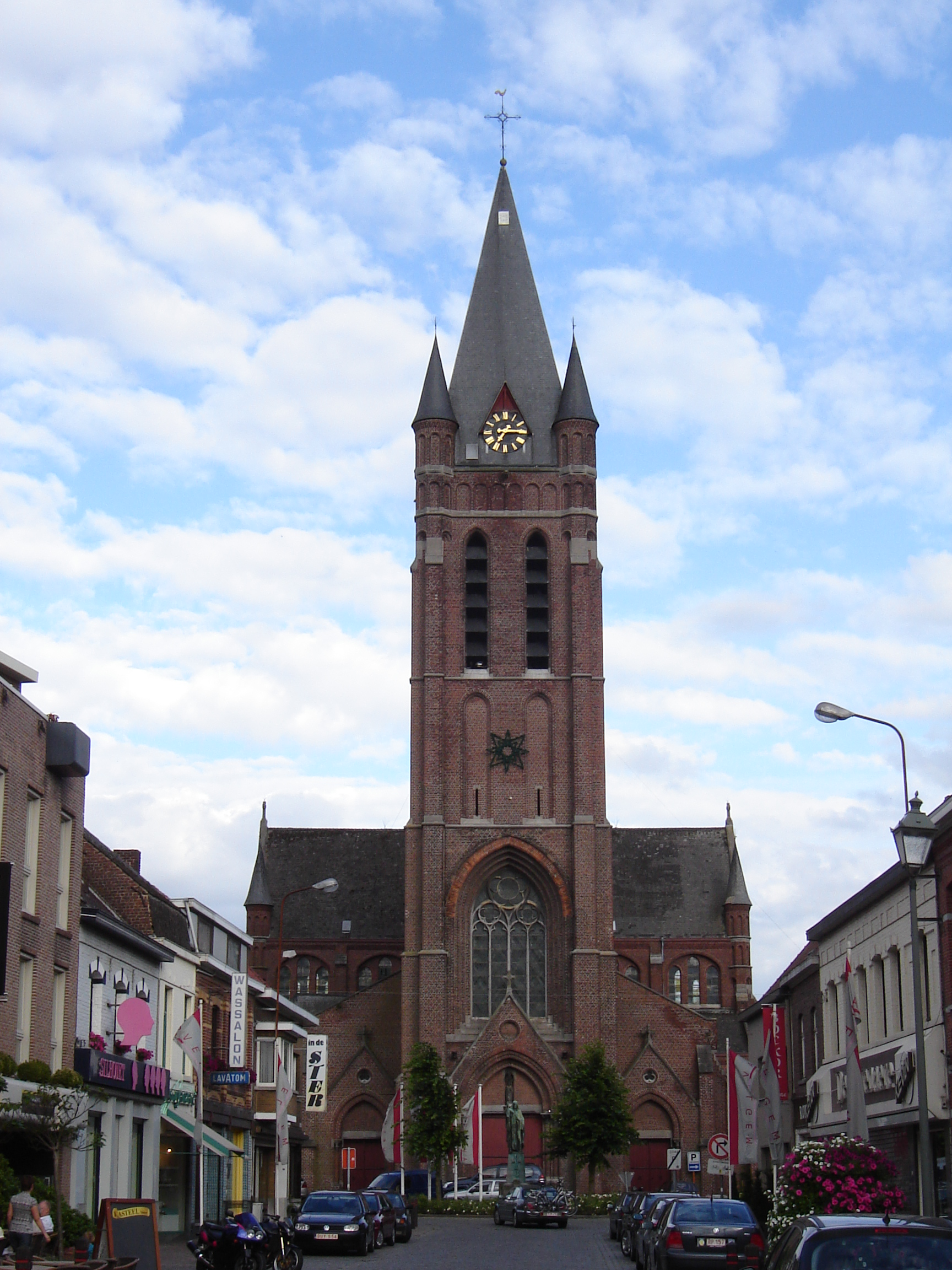
Kerkstraat en Sint-Martinuskerk

### Algemene geschiedenis

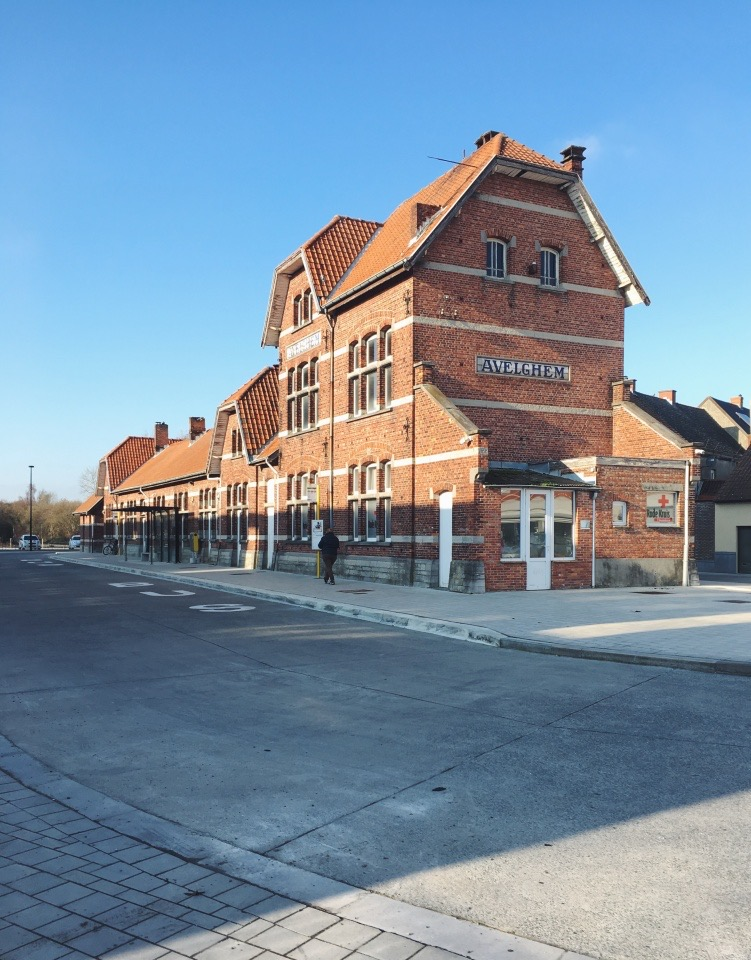
Historisch stationsgebouw Avelgem

## Geschiedenis

### Tweede Wereldoorlog
De gemeente werd rond 23 mei 1940 bezet door het Duitse leger en bevrijd op 5 september 1944. Minstens één weerstander werd naar het Auffanglager van Breendonk getransporteerd.

### Industriële geschiedenis

#### 1850 - 1940
Avelgem had in het midden van de 19e eeuw tussen 4.000 en 5.000 inwoners. De inwoners verdienden geld door landbouw en linnennijverheid, maar wanneer de crisis in de vlasnijverheid uitbrak (jaren 1846 - 1848), betekende dit een catastrofe voor de bevolking. In het noorden van Frankrijk was er toentertijd veel steenkoolwinning en dit oefende een grote aantrekkingskracht uit op de bevolking. Noord-Frankrijk ligt niet erg ver van Avelgem, maar toen waren er nog geen transportmiddelen voorhanden waarmee men elke dag die afstand zou kunnen afleggen. Daarom besloten velen dan ook te migreren naar Frankrijk, waardoor de bevolkingscijfers vrij sterk daalden. Pas in het begin van de negentiende eeuw waren er meer transportmiddelen voorhanden, en ook grote delen van bevolking die nog steeds in Avelgem werkte ging nu werken in de grensstreek. De bevolkingscijfers kenden weliswaar opnieuw een lichte groei. Op het einde van de 19e eeuw geraakte de industrie in Kortrijk op gang en er ontwikkelde zich een vlasnijverheid rond de Leie. Door deze nieuwe industrieën kende Avelgem opnieuw een lichte bevolkingsgroei.
Tijdens de Eerste Wereldoorlog werd de grensarbeid echter onderdrukt en schoof de vlasindustrie verder op in de richting van Kuurne en Waregem. Na deze oorlog herleefde de grensarbeid echter en zette de industrialisatie zich verder. De Scheldevallei, waar Avelgem zich bevindt, bleef echter zonder industrie zitten. Er waren wel enkele ondernemingen, maar deze waren erg klein in vergelijking met deze rond de Leiestreek. Toch had Avelgem relatief veel industrie in vergelijking met andere gemeenten rond dit deel van de Schelde.

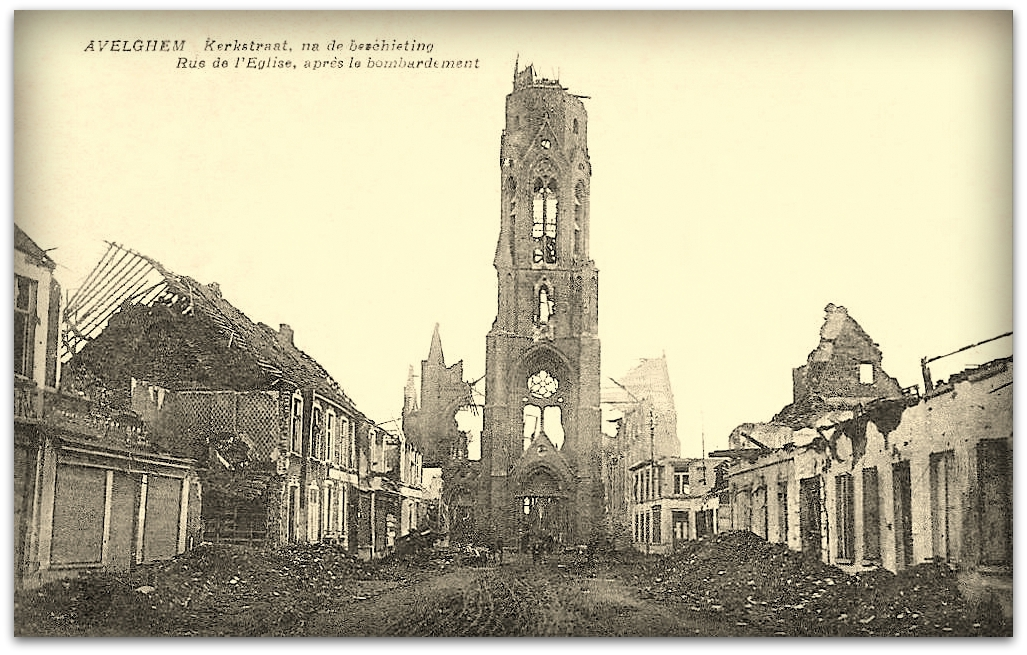
Avelgem tijdens WOI

#### Tweede Wereldoorlog
Tussen de twee wereldoorlogen nam de industrie in Kortrijk sterk toe, terwijl deze in Avelgem een beetje achterbleef. Tussen 1947 en 1961 verminderde de industrie met 10% tot 30%. Wanneer de lonen in Noord-Frankrijk lager werden, kwam veel mensen terug naar Avelgem en de industrie aldaar herleefde. Vooral de metaalnijverheid en de textielnijverheid nam toe, evenals de handel. De bevolking steeg licht, maar niet spectaculair. Avelgem bleef een kleine kern vormen in een dunbevolkt gebied.

#### 1947 - heden
Door de opkomst van Bekaert vonden veel Avelgemnaars werk in het nabijgelegen Zwevegem. In 1974 voelde men echter de oliecrisis in de hele streek. Avelgem hinkte daarenboven nog eens achterop in het aantal banen in vergelijking met andere naburige gemeenten. In 1982 kende de tewerkstelling een nieuw dieptepunt en bijna 10% van de banen ging verloren. In de periode tussen 1984 en 1986 stabiliseerde de tewerkstelling weliswaar opnieuw: enkele ondernemingen bleven stand houden en deden behoorlijk wat investeringen, maar ook enkele fabrieken gingen ten onder (bijvoorbeeld spinnerij Leurent). Dit verlies werd ondertussen ruimschoots opgevangen door de dienstverlenende sector, het bedrijfsleven met als belangrijkste sector de vloerenindustrie en overheidsdiensten.

## Kernen
Avelgem zelf is de grootste kern en deelgemeente. De gemeente telt nog vier andere kleinere deelgemeenten, die net als Avelgem-centrum langs de Schelde liggen, op dezelfde oever. Bossuit en Outrijve liggen meer stroomopwaarts, Waarmaarde, Kerkhove en het gehucht Rugge stroomafwaarts.
| #   | Naam       | Oppervlakte | Bevolking (2022) |
| --- | ---------- | ----------- | ---------------- |
| I   | Avelgem    | 9,96        | 6.888            |
| II  | Bossuit    | 1,99        | 454              |
| III | Outrijve   | 3,24        | 1.198            |
| IV  | Waarmaarde | 2,92        | 794              |
| V   | Kerkhove   | 3,65        | 934              |

Bron: website Avelgem https://web.archive.org/web/20060218034604/https://www.avelgem.be/
Avelgem grenst aan volgende dorpen en gemeenten:
| - a. Sint-Denijs (gemeente Zwevegem) - b. Moen (gemeente Zwevegem) - c. Heestert (gemeente Zwevegem) - d. Otegem (gemeente Zwevegem) - e. Tiegem (gemeente Anzegem) - f. Kaster (gemeente Anzegem) - g. Elsegem (gemeente Wortegem-Petegem) |

| - h. Berchem (gemeente Kluisbergen) - i. Ruien (gemeente Kluisbergen) - j. Orroir (gemeente Mont-de-l'Enclus) - k. Escanaffles (gemeente Celles) - l. Pottes (gemeente Celles) - m. Helkijn (gemeente Spiere-Helkijn) |

### Kaart

Avelgem, deelgemeenten en buurgemeenten. De gele gebieden zijn bebouwde kernen.

## Bezienswaardigheden
- De Sint-Martinuskerk is een neogotische kerk, gebouwd na de Eerste Wereldoorlog. Tijdens de oorlog werd de oorspronkelijke neogotische kerk (gebouwd in de tweede helft van de 19de eeuw, toen ook de oude kerk werd afgebroken) volledig vernield door bombardementen.
- De Tombeelmolen (in de Molenstraat 41A in Outrijve) werd in 1923 gebouwd. Deze maalvaardige molen is sinds 1989 eigendom van de gemeente en is de jongste molen van Vlaanderen.
- Kasteel Scheldeburcht.

## Natuur en landschap
Avelgem ligt in Zandlemig Vlaanderen en in de vallei van de Schelde. Het landschap is vlak en de hoogte varieert van 12-20 meter. Een belangrijk natuurgebied wordt gevormd door de Avelgemse Scheldemeersen.

## Politiek

### Structuur
| Avelgem          | Avelgem          | Supranationaal         | Nationaal                         | Nationaal                         | Gemeenschap               | Gewest                    | Provincie                 | Arrondissement  | Provinciedistrict | Kanton          | Gemeente        |
| ---------------- | ---------------- | ---------------------- | --------------------------------- | --------------------------------- | ------------------------- | ------------------------- | ------------------------- | --------------- | ----------------- | --------------- | --------------- |
| Administratief   | Niveau           | Europese Unie          | België                            | België                            | Vlaanderen                | Vlaanderen                | West-Vlaanderen           | Kortrijk        | Kortrijk          | Kortrijk        | Avelgem         |
| Administratief   | Bestuur          | Europese Commissie     | Belgische regering                | Belgische regering                | Vlaamse regering          | Vlaamse regering          | Deputatie                 | Deputatie       | Deputatie         | Deputatie       | Gemeentebestuur |
| Administratief   | Raad             | Europees Parlement     | Kamer van volksvertegenwoordigers | Kamer van volksvertegenwoordigers | Vlaams Parlement          | Vlaams Parlement          | Provincieraad             | Provincieraad   | Provincieraad     | Provincieraad   | Gemeenteraad    |
| Kiesomschrijving | Kiesomschrijving | Nederlands Kiescollege | Kieskring West-Vlaanderen         | Kieskring West-Vlaanderen         | Kieskring West-Vlaanderen | Kieskring West-Vlaanderen | Kieskring West-Vlaanderen | Kortrijk-Ieper  | Kortrijk          | Avelgem         | Avelgem         |
| Verkiezing       | Verkiezing       | Europese               | Federale                          | Federale                          | Vlaamse                   | Vlaamse                   | Provincieraads-           | Provincieraads- | Provincieraads-   | Provincieraads- | Gemeenteraads-  |

### College van burgemeester en schepenen
| College van burgemeester en schepenen (situatie januari 2023) | College van burgemeester en schepenen (situatie januari 2023) | College van burgemeester en schepenen (situatie januari 2023) | College van burgemeester en schepenen (situatie januari 2023)                               |
| Functie                                                       | Naam                                                          | Partij                                                        | Bevoegdheden                                                                                |
| ------------------------------------------------------------- | ------------------------------------------------------------- | ------------------------------------------------------------- | ------------------------------------------------------------------------------------------- |
| Burgemeester                                                  | Lut Deseyn                                                    | gbA-Gemeentebelangen                                          | algemeen bestuur, mobiliteit, erediensten, veiligheid, nutsbedrijven, landbouw en personeel |
| Schepen                                                       | Tom Beunens                                                   | Tandem                                                        | ruimtelijke ordening, openbare werken & patrimonium en ICT                                  |
| Schepen                                                       | Annicq Verscheure                                             | Tandem                                                        | klimaat, energie, milieu, natuur en dierenwelzijn                                           |
| Schepen                                                       | Caroline Valck                                                | gbA-Gemeentebelangen                                          | financiën, burgerzaken, lokale economie en onderwijs                                        |
| Schepen                                                       | Liesje Cartreul                                               | gbA-Gemeentebelangen                                          | jeugd & cultuur, sport en toerisme                                                          |
| Schepen                                                       | Sandra Platteau                                               | Tandem                                                        | gezondheid & gelijke kansen, welzijn en zorg                                                |

Burgemeesters van Avelgem waren:
- 1940-1944 : Leon Vandemeulebroecke
- 1971-1976 : Marcel Vandenhove
- 1977-1979 : Roger Tack
- 1979-1995: Valère Depoorter [simple]
- 1995-2018: Lieven Vantieghem
- 2019-heden: Lut Deseyn

### Resultaten gemeenteraadsverkiezingen sinds 1976
| Partij               | Partij                                   | 10-10-1976 | 10-10-1976 | 10-10-1982 | 10-10-1982 | 9-10-1988 | 9-10-1988 | 9-10-1994 | 9-10-1994 | 8-10-2000 | 8-10-2000 | 8-10-2006 | 8-10-2006 | 14-10-2012 | 14-10-2012 | 14-10-2018 | 14-10-2018 | 13-10-2024 | 13-10-2024 |
| Stemmen / Zetels     | Stemmen / Zetels                         | %          | 19         | %          | 19         | %         | 19        | %         | 19        | %         | 21        | %         | 21        | %          | 21         | %          | 21         | %          | 21         |
| -------------------- | ---------------------------------------- | ---------- | ---------- | ---------- | ---------- | --------- | --------- | --------- | --------- | --------- | --------- | --------- | --------- | ---------- | ---------- | ---------- | ---------- | ---------- | ---------- |
|                      | CVP1 / CD&V2/ Team Avelgem3              | 43,141     | 9          | 45,571     | 9          | 48,61     | 10        | 47,831    | 10        | 47,91     | 11        | 46,012    | 11        | 43,722     | 10         | 27,92      | 6          | 28,73      | 6          |
|                      | PVV1 / VLD2 / NIEUWB / Gemeentebelangen3 | 28,861     | 5          | 24,271     | 4          | 21,191    | 4         | 20,872    | 4         | 45,99B    | 10        | 18,912    | 4         | 20,03      | 4          | 36,63      | 8          | 46,43      | 11         |
|                      | SP1 / NIEUWB / sp.a2 / TandemC           | 281        | 5          | 30,151     | 6          | 26,351    | 5         | 251       | 5         | 45,99B    | 10        | 24,372    | 5         | 23,112     | 5          | 27,2C      | 6          | 19,7C      | 4          |
|                      | Agalev1 / TandemC                        | -          |            | -          |            | 3,861     | 0         | -         |           | 6,111     | 0         | -         |           | -          |            | 27,2C      | 6          | 19,7C      | 4          |
|                      | N-VA                                     | -          |            | -          |            | -         |           | -         |           | -         |           | -         |           | 13,17      | 2          | 8,3        | 1          | 5,3        | 0          |
|                      | OPEN                                     | -          |            | -          |            | -         |           | -         |           | -         |           | 10,7      | 1         | -          |            | -          |            | -          |            |
| Anderen(*)           | Anderen(*)                               | -          |            | -          |            | -         |           | 6,3       | 0         | -         |           | -         |           | -          |            | -          |            | -          |            |
| Totaal stemmen       | Totaal stemmen                           | 6383       | 6383       | 6412       | 6412       | 6689      | 6689      | 6713      | 6713      | 6909      | 6909      | 7302      | 7302      | 7190       | 7190       | 7438       | 7438       | 5098       | 5098       |
| Opkomst %            | Opkomst %                                |            |            |            |            | 97,69     | 97,69     | 95,33     | 95,33     | 95,75     | 95,75     | 96,87     | 96,87     | 94,26      | 94,26      | 94,5       | 94,5       | 63,8       | 63,8       |
| Blanco en ongeldig % | Blanco en ongeldig %                     | 1,91       | 1,91       | 4,52       | 4,52       | 4,34      | 4,34      | 5,48      | 5,48      | 5,08      | 5,08      | 5,20      | 5,20      | 5,70       | 5,70       | 6,3        | 6,3        | 2,2        | 2,2        |

De rode cijfers naast de gegevens duiden aan onder welke naam de partijen telkens bij een verkiezing opkwamen.
De zetels van de gevormde meerderheid staan vetjes afgedrukt. De grootste partij is in kleur.
(*) 1994: ANDERS

### Gemeenteraadsverkiezingen 2012
Bij de gemeenteraadsverkiezingen in 2012 kwamen vier partijen op: CD&V met als lijsttrekker toenmalig burgemeester Lieven Vantieghem, sp.a met als lijsttrekker Tom Beunens, Gemeentebelangen (een lijst samengesteld uit leden van Open Vld en enkele onafhankelijken) met als lijsttrekker Valtin Demuynck en N-VA met als lijsttrekker Kris Van Seymortier. Al snel werd tussen CD&V en SP.A een coalitie gevormd. Lieven Vantieghem bleef burgemeester.

### Gemeenteraadsverkiezingen 2018
Bij de gemeenteraadsverkiezingen van 2018 was zittend burgemeester Lieven Vantieghem geen kandidaat meer. De CD&V-lijst werd getrokken door schepen Koen Van Steenbrugge. De partij Groen kwam voor het eerst op en vormde samen met sp.a de lijst Tandem. Schepen Tom Beunens was lijsttrekker. De lijst van de partij Gemeentebelangen werd getrokken door voormalig schepen Lut Deseyn, die in augustus 2017 opgestapt was bij CD&V. Na de verkiezingen vormden Gemeentebelangen en Tandem de nieuwe coalitie, met Lut Deseyn als eerste vrouwelijke burgemeester. CD&V werd voor het eerst sinds de gemeentelijke fusie in 1976 naar de oppositie verwezen.

## Verkeer en vervoer

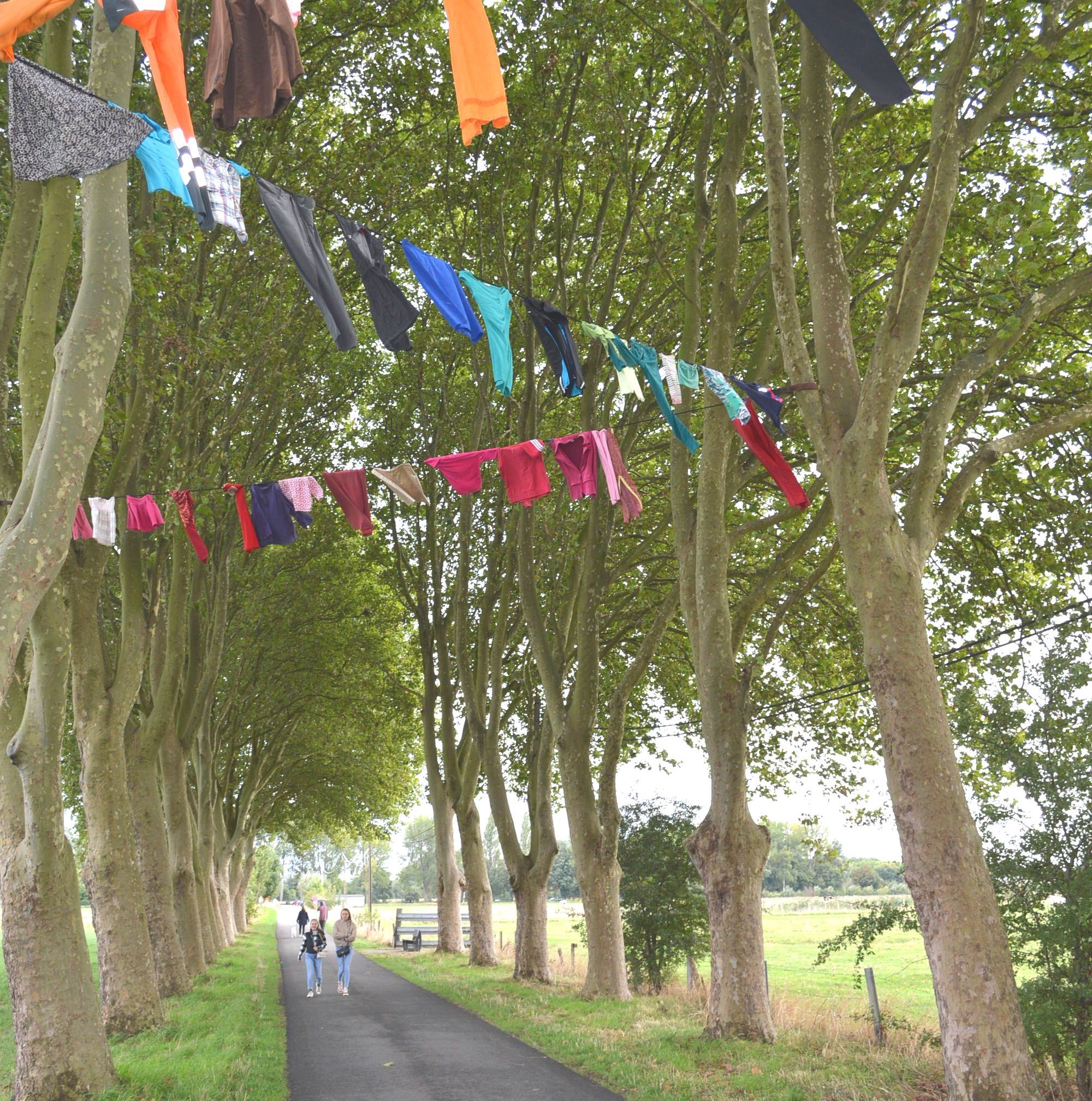
Scheldemeersen

### Wegen
Avelgem ligt niet bij een snelweg, de dichtste op- en afritten bevinden zich bij Zwevegem, Deerlijk en Waregem voor de E17 en bij Dottenijs voor de E403. Dwars door het centrum van Avelgem loopt wel de N8. In Avelgem zijn 600 gratis parkeerplaatsen, onder andere op het Daniël Vermandereplein achter de kerk.
Voor fietsers begint in Avelgem de Trimaarzate die loopt op een deel van de oude Spoorlijn 85 en Avelgem met Spiere en langs de andere kant met Heestert verbindt. Tevens loopt doorheen Avelgem de EuroVelo-route "Via Roma Francigena" die Londen met Rome verbindt. De nieuwe fietsbrug over de Schelde werkt het laatste stukje van de fietsroute af.

### Openbaar vervoer
Avelgem wordt door De Lijn bediend met de streeklijnen 85 (Spiere-Avelgem-Anzegem-Waregem), 91 (Kortrijk-Zwevegem-Heestert-Avelgem), 92 (Kortrijk-Zwevegem-Otegem-Avelgem) en 65 (Oudenaarde-Avelgem). Al deze bussen hebben een halte aan het oud station van Avelgem, waardoor dit een belangrijk knooppunt is voor het busverkeer in de regio.
Ook TEC heeft een halte aan het station waar lijn 97 (Ronse-Avelgem-Doornik) stopt.

## Recreatie

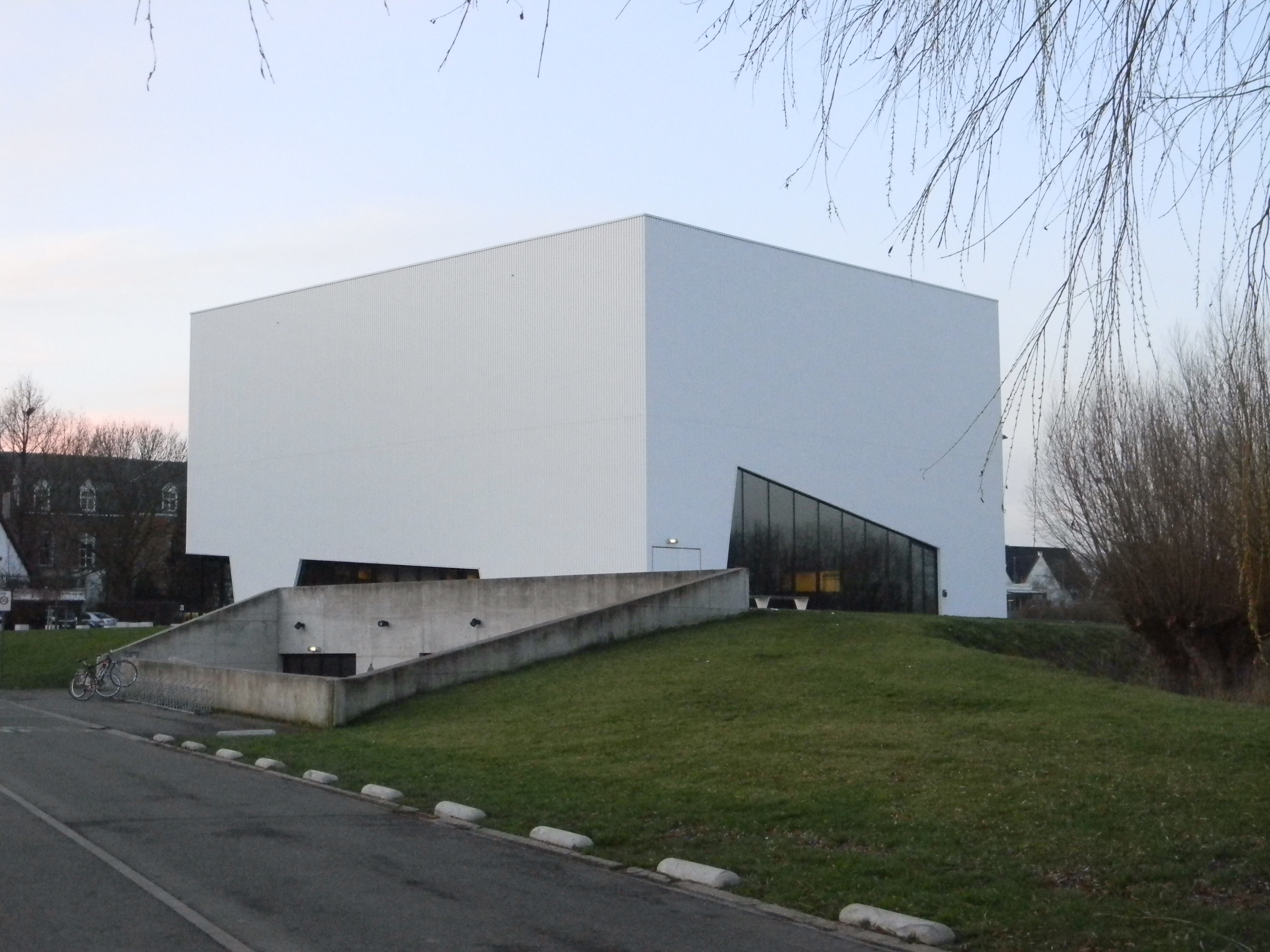
Gemeenschapscentrum Spikkerelle

- Jachthaven Kloron aan de Scheldekaai in Kerkhove.
- De  Avelgemse Scheldemeersen rond de Oude Schelde.
- De gebruikelijke sportaccommodaties, zoals een sporthal, voetbal- en tennispleinen, maar ook een zwembad. Tal van sportclubs en -verenigingen maken van deze accommodaties gebruik.
- Gemeenschapscentrum Spikkerelle, geopend op 2 november 2007. Het gebouw beschikt over een theaterzaal, een foyer en een polyvalente zaal. Ook Jeugdhuis Krak kreeg er zijn onderdak.

## Demografie

### Demografische ontwikkeling voor de fusie
- Bron:NIS - Opm:1831 t/m 1970=volkstellingen; 1976= inwoneraantal op 31 december

### Demografische ontwikkeling van de fusiegemeente
Alle historische gegevens hebben betrekking op de huidige gemeente, inclusief deelgemeenten, zoals ontstaan na de fusie van 1 januari 1977.
- Bronnen:NIS, Opm:1831 tot en met 1981=volkstellingen; 1990 en later= inwonertal op 1 januari

| Inwoners van jaar tot jaar op 1 januari 1992 tot heden | Inwoners van jaar tot jaar op 1 januari 1992 tot heden | Inwoners van jaar tot jaar op 1 januari 1992 tot heden |
| jaar                                                   | Aantal                                                 | Evolutie: 1992=index 100                               |
| ------------------------------------------------------ | ------------------------------------------------------ | ------------------------------------------------------ |
| 1992                                                   | 8.979                                                  | 100,0                                                  |
| 1993                                                   | 9.058                                                  | 100,9                                                  |
| 1994                                                   | 9.086                                                  | 101,2                                                  |
| 1995                                                   | 9.109                                                  | 101,4                                                  |
| 1996                                                   | 9.113                                                  | 101,5                                                  |
| 1997                                                   | 9.018                                                  | 100,4                                                  |
| 1998                                                   | 9.035                                                  | 100,6                                                  |
| 1999                                                   | 9.101                                                  | 101,4                                                  |
| 2000                                                   | 9.148                                                  | 101,9                                                  |
| 2001                                                   | 9.194                                                  | 102,4                                                  |
| 2002                                                   | 9.193                                                  | 102,4                                                  |
| 2003                                                   | 9.165                                                  | 102,1                                                  |
| 2004                                                   | 9.261                                                  | 103,1                                                  |
| 2005                                                   | 9.372                                                  | 104,4                                                  |
| 2006                                                   | 9.457                                                  | 105,3                                                  |
| 2007                                                   | 9.523                                                  | 106,1                                                  |
| 2008                                                   | 9.600                                                  | 106,9                                                  |
| 2009                                                   | 9.601                                                  | 106,9                                                  |
| 2010                                                   | 9.603                                                  | 106,9                                                  |
| 2011                                                   | 9.655                                                  | 107,5                                                  |
| 2012                                                   | 9.641                                                  | 107,4                                                  |
| 2013                                                   | 9.666                                                  | 107,7                                                  |
| 2014                                                   | 9.727                                                  | 108,3                                                  |
| 2015                                                   | 9.788                                                  | 109,0                                                  |
| 2016                                                   | 9.956                                                  | 110,9                                                  |
| 2017                                                   | 10.045                                                 | 111,9                                                  |
| 2018                                                   | 10.065                                                 | 112,1                                                  |
| 2019                                                   | 10.158                                                 | 113,1                                                  |
| 2020                                                   | 10.206                                                 | 113,7                                                  |
| 2021                                                   | 10.249                                                 | 114,1                                                  |
| 2022                                                   | 10.291                                                 | 114,6                                                  |
| 2023                                                   | 10.319                                                 | 114,9                                                  |
| 2024                                                   | 10.406                                                 | 115,9                                                  |
| 2025                                                   | 10.450                                                 | 116,4                                                  |

## Geboren in Avelgem
- Jules Buyssens (1872-1958), landschapsarchitect
- Ulrich Libbrecht (1928-2017), filosoof
- Jef Lambrecht (1948-2016), journalist
- Marc Demeyer (1950-1982), voormalig wielrenner
- Bert De Graeve (1955), oud-gedelegeerd bestuurder VRT

## Divers
- De naam Avelgem is in Vlaanderen bekend door de humoristische Avelgem-conference van Gerard Vermeersch.
- Avelgem is sinds 1977 verbroederd met de Duitse gemeente Ettenheim.

## Nabijgelegen kernen
Outrijve, Escanaffles, Rugge, Heestert